# جاناتان دو امو
جاناتان دو امو (انگلیسی: Jonathan de Amo؛ زادهٔ ۱۳ ژانویهٔ ۱۹۹۰) بازیکن فوتبال اهل اسپانیا است.
از باشگاه‌هایی که در آن بازی کرده‌است می‌توان به باشگاه فوتبال سلتاویگو، باشگاه فوتبال اسپانیول، و باشگاه فوتبال ویدزف ووچ اشاره کرد.